# Jinshaia
Jinshaia, rod slatkovodnih riba demersalne zone, porodice Balitoridae, red Cypriniformes. Rod dobiva ime po rijeci Jinsha u Kini a sastoji se od tri endemske vrste
- J. abbreviata (Günther, 1892).
- J. sinensis (Sauvage & Dabry de Thiersant, 1874) Maksimalna dužina za vrstu Jinshaia sinensis je 7.0 cm
- J. niulanjiangensis Li, Mao & Lu, 1998 naraste maksimalno 6.2cm

Izvor za popis vrsta